# To the Sky
«To the Sky» (мак. Таму кај што пріпаѓам, англ. There where I belong, укр. Там де я належу) — пісня у виконанні македонської співачки Тіяни Дапчевич, з якою вона представила Македонію на конкурсі пісні «Євробачення 2014».

## Відбір
Пісня обрана шляхом внутрішнього відбору, організованого македонським національним мовником «MRT», що дозволило Тіяні представити свою країну на міжнародному конкурсі пісні «Євробачення 2014» у Копенгагені, Данія.

## Трек-лист
| Digital download | Digital download                  | Digital download |
| #                | Назва                             | Тривалість       |
| ---------------- | --------------------------------- | ---------------- |
| 1.               | «To the Sky» (Where Do We Go Now) | 3:14             |